# Citroën World Rally Team
Citroën World Rally Team fue el equipo oficial de Citroën que compitió en el Campeonato Mundial de Rally. Tenía su base en Versalles (Francia), estaba gestionado por el departamento deportivo de la marca Citroën Sport y el responsable del equipo era Pierre Budar. Su nombre oficial era Citroën Total World Rally Team debido a su principal patrocinador: Total; utilizó neumáticos Michelin; BF Goodrich y Pirelli. En el pasado contó con patrocinio de Red Bull, Eurodatacar, Telefónica Movistar y Magneti Marelli.  Anteriormente también recibió el nombre de Automobiles Citroën (2001-2002), Citroën Total (2003-2005) y Citroën Abu Dhabi Total World Rally Team (2013-2017).
Aunque el equipo se formó en 2001, año en que comenzó a competir de manera oficial, la marca ya había participado entre 1984 y 1986 con el Citroën BX 4TC con resultados modestos. A finales de los años 1990 Citroën desarrolló el Citroën Xsara Kit Car con el que varios pilotos compitieron de manera privada logrando dos victorias en 1999. Posteriormente la marca desarrolló el Citroën Xsara WRC sobre la base del Kit Car con el que logró la primera victoria oficial, en el Rally de Córcega de 2001 y posteriormente dio a la marca tres títulos de constructores (2003, 2004 y 2005) y 32 victorias.  El Xsara fue sustituido por el Citroën C4 WRC durante 2007 y 2010 con el que la marca sumó otros tres títulos de marcas (2008, 2009 y 2010) y 36 victorias y desde 2011 compite con el Citroën DS3 WRC vehículo que obtuvo dos títulos (2011 y 2012) y 23 victorias hasta la fecha.
Es el equipo oficial con más victorias obtenidas a lo largo de la historia del mundial (93), y el segundo con más podios (221)  y títulos de constructores (8). Prácticamente la totalidad de sus victorias absolutas corresponden al piloto Sébastien Loeb, ganador de nueve títulos consecutivos de 2004 a 2012 y de 78 victorias. A lo largo de su carrera el equipo se ha mostrado especialmente fuerte en pruebas sobre asfalto donde ha obtenido la mayoría de sus triunfos: Montecarlo (7), Cataluña (6), Córcega (4), Bulgaria (1), Irlanda (2), Alsacia (3), San Remo (1) y Alemania (11). En el equipo han competido principalmente pilotos franceses y españoles: Sébastien Loeb, Philippe Bugalski, Sébastien Ogier, Jesús Puras, Carlos Sainz y Dani Sordo pero también ha contado con el escocés Colin McRae, el belga François Duval, el sueco Thomas Rådström y el finés Mikko Hirvonen.
La marca francesa dispuso de equipos satélites el: Citroën Junior Team, que compitió en 2009, 2010 y 2012 con pilotos como Evgeny Novikov, Conrad Rautenbach, Sebastien Ogier o Kimi Räikkönen y el Abu Dhabi Citroën Total World Rally Team que nació en 2013 y en el mismo participaron de manera intermitente Khalid Al Qassimi, Dani Sordo, Kris Meeke o Robert Kubica.
Solo en dos ocasiones Citroën no estuvo presente de manera oficial: en temporada 2006 cuando se retiró de la competición en forma de protesta por los cambios realizados por la FIA, por lo que ese año los pilotos que competían con la marca lo hicieron bajo los colores del equipo privado belga Kronos Racing. y en 2016.

## Historia

### Años 1980
Las primeras apariciones de la marca Citroën en el Campeonato del Mundo de Rally fueron en la década de 1980. La marca desarrolló dos modelos en la categoría de Grupo B: el Citroën Visa y el Citroën BX 4TC. El Visa compitió en 1984 y 1985 tan solo en tres pruebas, Finlandia y San Remo el primer año y en Montecarlo el segundo. El mejor resultado fue el octavo puesto logrado por Jean-Claude Andruet en la prueba monegasca. El segundo solo compitió durante la temporada 1986 y tan solo participó en tres pruebas: Montecarlo, Suecia y Acrópolis. Contaba con un motor delantero que resultó poco competitivo y excesivamente grande. El mejor resultado fue el sexto puesto de Andruet en Suecia y además fue la única vez que logró terminar una prueba, ya que en las demás ocasiones los pilotos tuvieron que abandonar por accidente o por rotura, generalmente de la suspensión.

### Años 1990

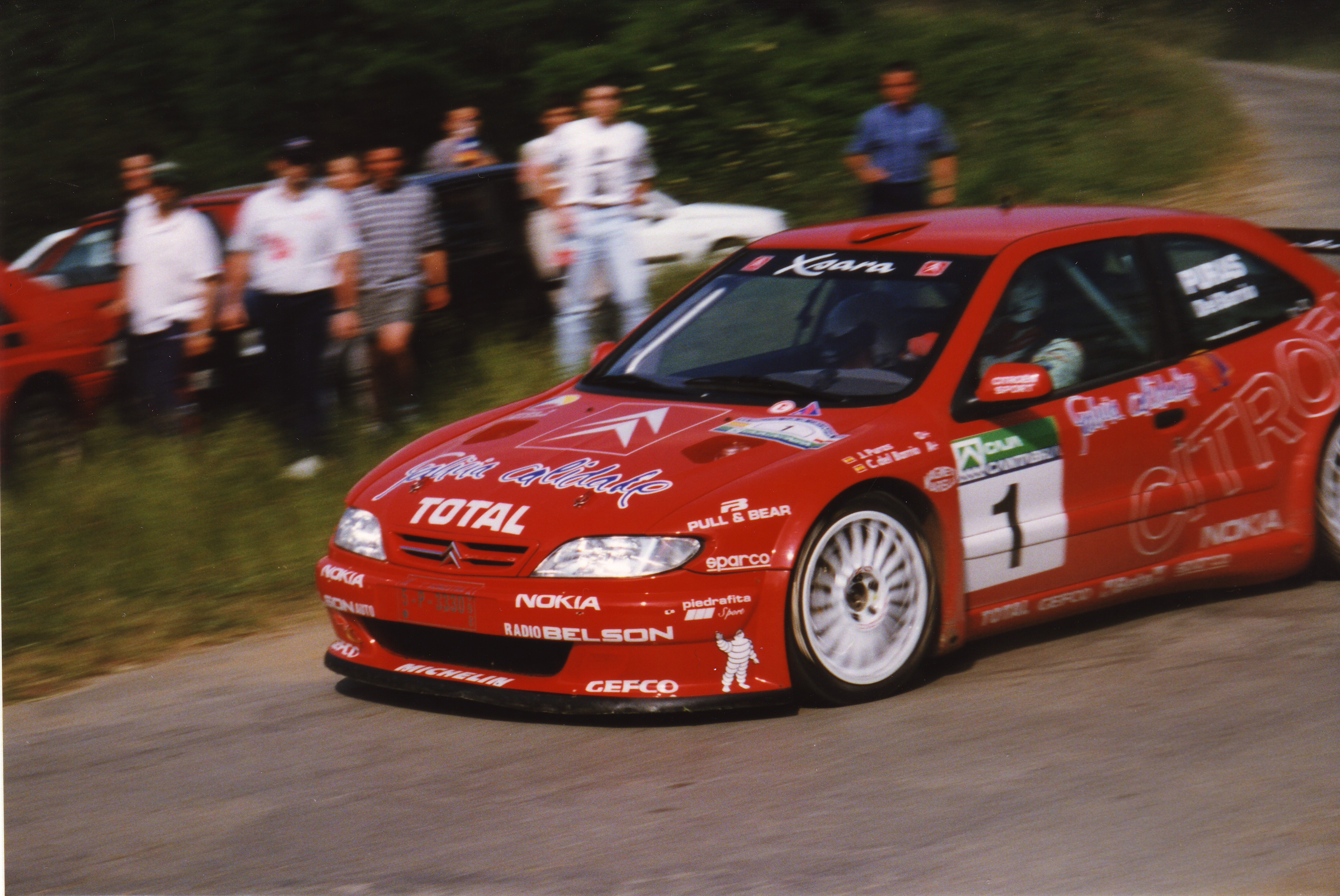
El Citroën Xsara Kit Car de Jesús Puras con el que participó en pruebas del Campeonato de España de Rally.

En 1998 el grupo Peugeot-Citroën abandonó la idea de crear motores para la Fórmula 1 y decidió construir el Peugeot 206 WRC, con el que conseguiría los títulos de constructores en 2000 y 2001. Citroën recogió el testigo y desarrolló el Citroën Xsara Kit Car de tracción delantera y motor dos litros aspirado que consiguió dos victorias: Rally Cataluña de 1999 y Rally de Córcega de 1999 frente a los World Rally Car beneficiándose mayormente de su relación peso-potencia. Aunque ese año la marca no participaba oficialmente decidió enviar dos unidades del Xsara Kit Car para Philipe Bugalski y Jesús Puras que se inscribieron en ambas pruebas. Las dos victorias fueron para Bugalski aunque en la prueba corsa, el francés estuvo acompañado en el podio por su compañero que consiguió el segundo puesto. En breve y dirigido por Guy Fréquelin, la marca francesa decidió desarrollar la versión World Rally Car del Citroën Xsara que en su proyecto inicial recibió el nombre de Citroën Xsara T4.

### Temporada 2001

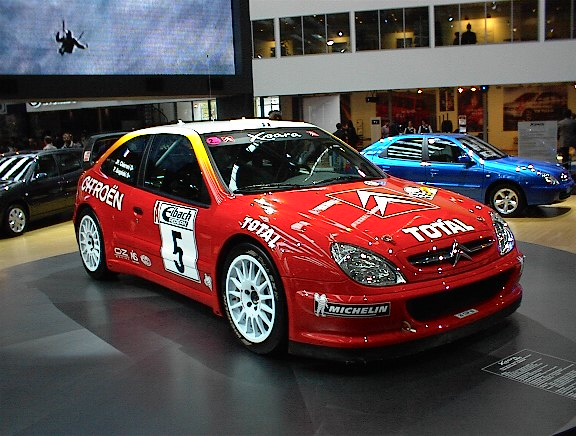
Presentación del Citroën Xsara WRC en 2001

Tras el desarrollo del Citroën Xsara WRC el equipo debutó oficialmente en la temporada 2001 aunque sin participar en el campeonato de constructores y tan solo en cuatro pruebas: Cataluña, Acrópolis, San Remo y Córcega. De nuevo Bugalski y Puras como principales pilotos, también contó con la aparición puntual del sueco Thomas Rådström en Grecia y de Sebastien Loeb en San Remo. En el debut del equipo, en el Rally Cataluña Jesús Puras abandonó por avería cuando lideraba la carrera y su compañero recogió el testigo pero a falta de cuatro tramos sufrió una penalización de cuatro minutos por llegar tarde a un control horario por lo que finalmente solo pudo ser octavo. En la siguiente prueba, Acrópolis en esa ocasión con el sueco Rådström en lugar de Puras, se repitió casi el mismo resultado: sexto puesto para Bugalski y abandono por avería eléctrica para su compañero. En San Remo Citroën inscribió a tres pilotos, los habituales Bugalski y Puras, que no terminaron la prueba, y al joven Sébastien Loeb que ese año disputaba el mundial junior y que en su primera carrera con el Xsara WRC logró la segunda posición. En la última prueba de la temporada para el equipo, Córcega, Jesús Puras se hizo con la victoria, la primera en su trayectoria en el campeonato del mundo, mientras que su compañero abandonó por accidente en el primer tramo.

### Temporada 2002

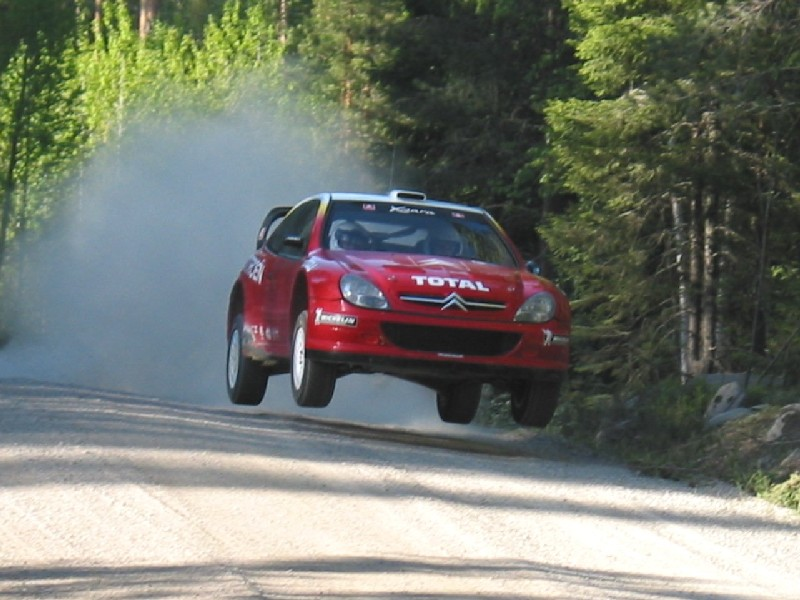
Test del Citroën Xsara WRC en Finlandia en 2002

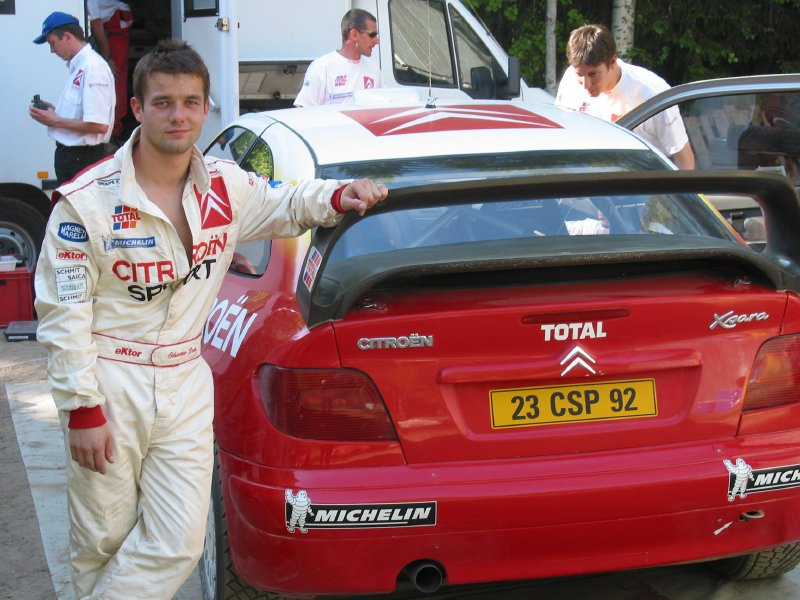
Sébastien Loeb consiguió en la temporada 2002 su primera victoria en el campeonato del mundo (Rally de Alemania), la segunda para la marca francesa.

En 2002 la marca participó de nuevo sin completar todas las fechas del calendario y sin participar en el campeonato de marcas. Contó con Rådström, Loeb y Bugalski aunque este último en tres pruebas. Los resultados del equipo alternaron abandonos con podios. En Montecarlo, Loeb logró el segundo puesto, mientras que sus compañeros se retiraron por averías en el motor. En Suecia terminaron lejos de la zona de puntos y en Cataluña al tercer puesto de Bugalski se sumaron los respectivos abandonos de sus compañeros. Tras esto Citroën participó en tres pruebas de tierra, Acrópolis, Safari y Finlandia donde logró como mejor resultado un podio de Rådström en el Safari. Sin embargo, en Alemania llegó el segundo triunfo para el Xsara WRC. Sébastien Loeb se llevó la victoria que de nuevo se vio ensombrecida por los abandonos de Bugalski y Puras que participó en la prueba con el tercer Xsara WRC.

### Temporada 2003

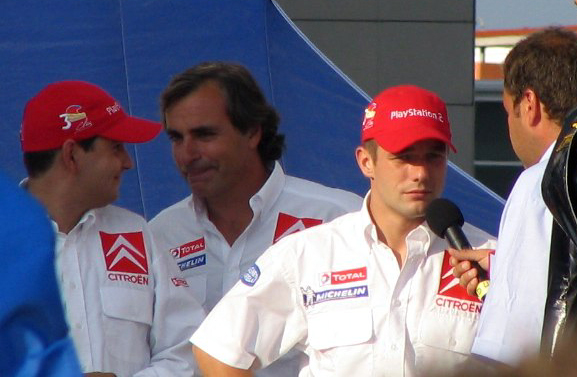
En 2003, el primer año completo de Citroën, la marca contó con tres pilotos: Carlos Sainz, (en el centro de la imagen) Colin McRae y Sébastien Loeb (a la derecha).

Por primera vez Citroën se dispuso a participar en todas la pruebas del calendario y en el campeonato de constructores. Para ello alineó a tres pilotos: Sébastien Loeb, el escocés Colin McRae y el español Carlos Sainz, que en el caso de Sainz participó activamente en el desarrollo del Xsara, especialmente para las pruebas sobre tierra donde el coche no era tan competitivo. El arranque no pudo ser mejor y ya en la primera cita, Montecarlo, el equipo francés logró un inesperado triplete: victoria para Loeb, segundo puesto para McRae y tercero para Sainz. En Suecia de nuevo los tres Xsara terminaron la prueba, aunque lejos del podio, siendo el quinto puesto de McRae el mejor de los tres. En Turquía, Sainz sumó su primera victoria con Citroën, mientras que su compañero McRae era cuarto y Loeb no pudo terminar la prueba. En Nueva Zelanda solo Loeb consiguió sumar puntos gracias a su cuarto puesto logrado y en Argentina Sainz fue segundo mientras que sus compañeros se retiraron con sendas averías mecánicas. De vuelta por el continente europeo, se disputó el Acrópolis donde el español sumó otro segundo puesto y en Chipre Loeb se subió al podio, muy seguidos de McRae y Sainz que fueron cuarto y quinto respectivamente. La siguiente cita en disputarse era Alemania donde Loeb sumó su segunda victoria de la temporada  (la segunda también en dicha prueba) mientras que sus compañeros terminaron cuarto y sexto. Bugalski hizo la primera aparición del año aunque no pudo terminar por una avería en el motor. En Finlandia Sainz y Loeb fueron cuarto y quinto mientras que el escocés sumó su tercer abandono. En Australia el equipo consiguió terminar la prueba siendo el mejor de los tres pilotos, Loeb que fue segundo por detrás de Petter Solberg. A falta de cuatro pruebas, tres de ellas sobre asfalto, Citroën se encontraba empatada a puntos con Peugeot en el campeonato de marcas, mientras que Sainz y Loeb eran segundo y cuarto respectivamente, pero muy cerca del líder Richard Burns. En San Remo, el equipo no falló y sumó su cuarta victoria del año, con Loeb como autor; en Córcega Sainz fue segundo, mientras que sus compañeros tuvieron una actuación discreta y en Cataluña Loeb fue segundo mientras que Sainz y McRae fueron séptimo y noveno respecitvamente. A falta de una solo prueba, Gran Bretaña, la marca era líder en el certamen con cinco puntos más que Peugeot, mientras que en la clasificación de pilotos Sainz y Loeb eran líderes con 63 puntos ambos y Solberg se encontraba tercero con un punto menos por lo que los tres se jugaron el título en tierras galas. La victoria fue para Solberg que se coronó campeón, mientras que Loeb fue segundo, en parte a que su jefe de equipo le pidió que no tomara riesgos para asegurarse el título de marcas, puesto que Sainz había abandonado muy pronto. Aunque Loeb fue subcampeón, Citroën se llevó el título de constructores por primera vez en su historia.

### Temporada 2004
Para 2004 la marca decidió prescindir de McRae y mantuvo a Sainz y a Loeb. La temporada arrancó con dos victorias consecutivas. Loeb venció en Montecarlo y Suecia y Sainz no pudo terminar la prueba monegasca por accidente y luego fue quinto, aunque en la tercera cita, México, se subió al podio. En Nueva Zelanda a pesar de terminar ambos el prueba no pudieron mejorar los resultados del año anterior y sumaron un cuarto y sexto puesto. Tras esto se disputó el Rally de Chipre donde Loeb se hizo con la victoria y su compañero terminó en el podio. En el Acrópolis el equipo consiguió otro podio con Loeb, aunque Sainz solo pudo ser décimo noveno. Tras Turquía donde Loeb logró su cuarta victoria del año y el español fue cuarto, la marca disputó el Rally de Argentina donde lograron el mejor resultado del año: victoria para Sainz y segundo para Loeb. Con medio calendario completado Loeb se situaba sólido líder del campeonato con casi veinte puntos de ventaja sobre Solberg y la marca lideraba el campeonato con amplia ventaja sobre Ford, su inmediato seguidor. Tanto Sainz como Loeb hicieron terminar al equipo siempre en los puntos el resto del año, el francés sumaría solo dos victorias, Alemania y Australia, y a pesar de las tres que consiguió Petter Solberg, su regularidad le permitió llegar a final de año con amplia ventaja al frente de la clasificación.

### Temporada 2005
Para la temporada de 2005, los principales pilotos fueron Loeb y François Duval. Debido a una serie de malos resultados, Duval fue reemplazado por Sainz para Turquía y Grecia. Loeb ganó el Rally de Montecarlo, el Rally de Nueva Zelanda, Rally de Cerdeña, el Rally de Chipre, el Rally de Turquía, el Rally Acrópolis, el Rally de Argentina, el Rally de Alemania, Rally de Córcega, y el Rally Cataluña en su camino para ganar el campeonato de pilotos por segunda vez consecutiva. Por otro lado Duval tuvo un ganó la fecha final de la temporada en el Rally de Australia, y junto con un buenos resultados en la parte final de la temporada terminó sexto. Citroën ganó el campeonato de constructores por tercer año consecutivo.

### Temporadas 2007 y 2008
Tras un año de ausencia como equipo oficial (en 2006 participó el equipo semioficial Kronos y Loeb volvió a ser campeón), la marca francesa presentó el C4 WRC. Loeb tuvo un nuevo compañero de equipos, Dani Sordo, y ganó ambos campeonatos, en 2007 ganando la mitad de los rallies y en 2008 11 de 15. Por su parte, Citroën perdió el campeonato de fabricantes con Ford en la que fue la temporada debut del C4 pero ganó en la siguiente.

### Temporada 2009
Con Daniel Sordo y Sébastien Loeb como pilotos oficiales, comenzó la temporada con un doblete en el Rally de Irlanda, donde ganó Loeb, hecho, que volvería a hacer las cinco siguientes carreras, ganando así las seis primeras pruebas del campeonato, dejándolo como claro favorito a revalidar el título. El español Sordo, hacía méritos consiguiendo podios en el Rally de Portugal y en el Rally de Argentina. Loeb tuvo una pequeña sequía sin conseguir victorias, pero teniéndolo todo en contra para perder el campeonato, ganó las dos últimas pruebas del mundial para imponerse en el campeonato por un punto. Su compañero de equipo, Sordo, quedó tercero en el campeonato consiguiendo numerosos podios.

### Temporada 2010

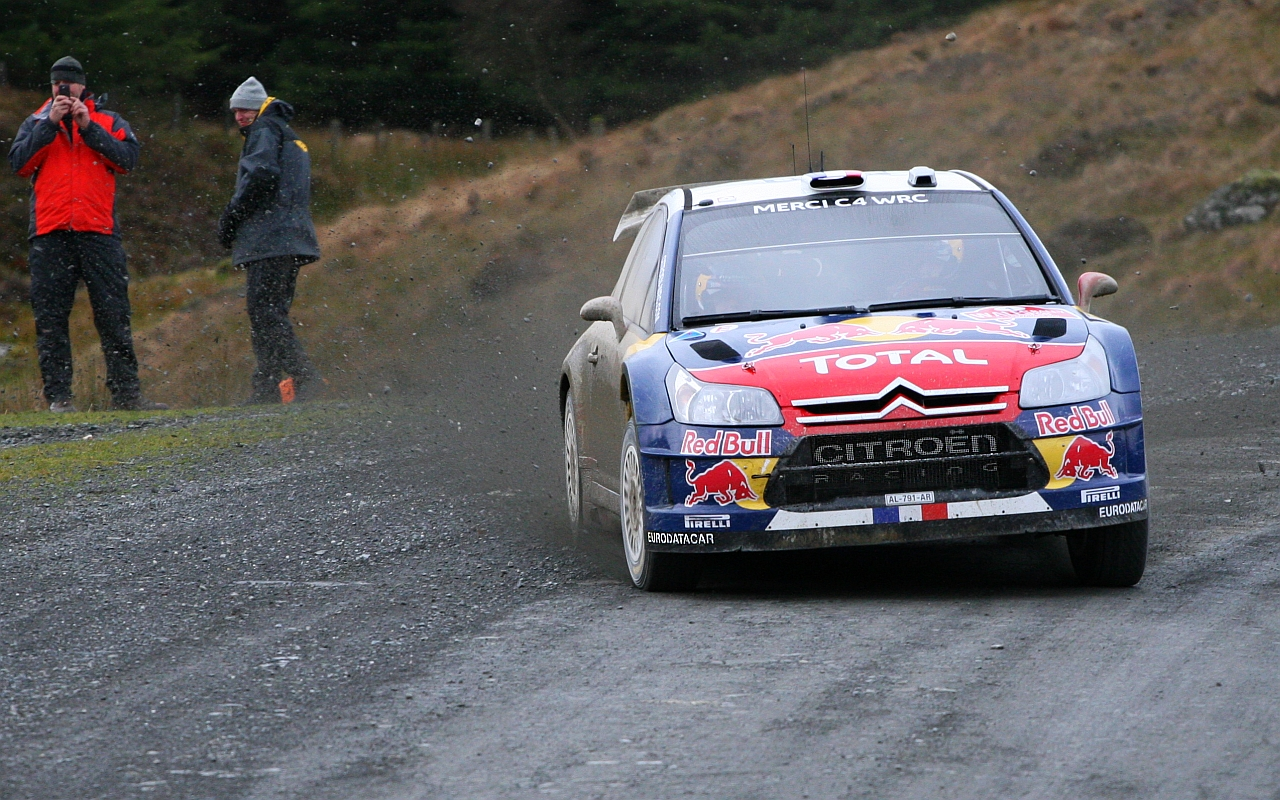
Citroën y Sébastien Loeb despidieron el año 2010 con una victoria en Gran Bretaña, la última para el Citroën C4 WRC.

Para la temporada 2010 el equipo contó por quinto año consecutivo con el binomio Loeb-Sordo, aunque esta vez el español sería sustituido en tres pruebas por el también francés Sébastien Ogier, que en 2009 había competido con el Citroën Junior Team. Por primera Sordo sería sustituido y participó en Finlandia, Japón y Gran Bretaña con el segundo equipo. Sébastien Loeb realizó uno de sus mejores temporadas en el campeonato del mundo: solo se bajó del podio en Japón, y sumó ocho victorias y doce podios con un total de 276 puntos en el campeonato de pilotos, 105 más que el subcampeón, Jari-Matti Lavala. Por su parte Sordo realizó un inicio de campeonato irregular y no se subió al podio hsata la sexta cita, en Portugal, aunque luego sumó cuatro más: Bulgaria, Alemania, Francia y Cataluña. Su compañero Ogier, fue tercero en México y segundo en Nueva Zelanda con el segundo equipo, y la victoria en Portugal le valió un asiento en el primer equipo, con el que debutó en Finlandia logrando la segunda posición. Posteriormente fue tercero en Alemania y en Japón, de nuevo con el primer equipo, logró la victoria. Por tercer año consecutivo Loeb y Citroën se adjudicaron los dos títulos mundiales, en la que sería la última temporada con el Citroën C4 WRC, que en 2011 sería sustituido por el Citroën DS3 WRC.

### Temporada 2011

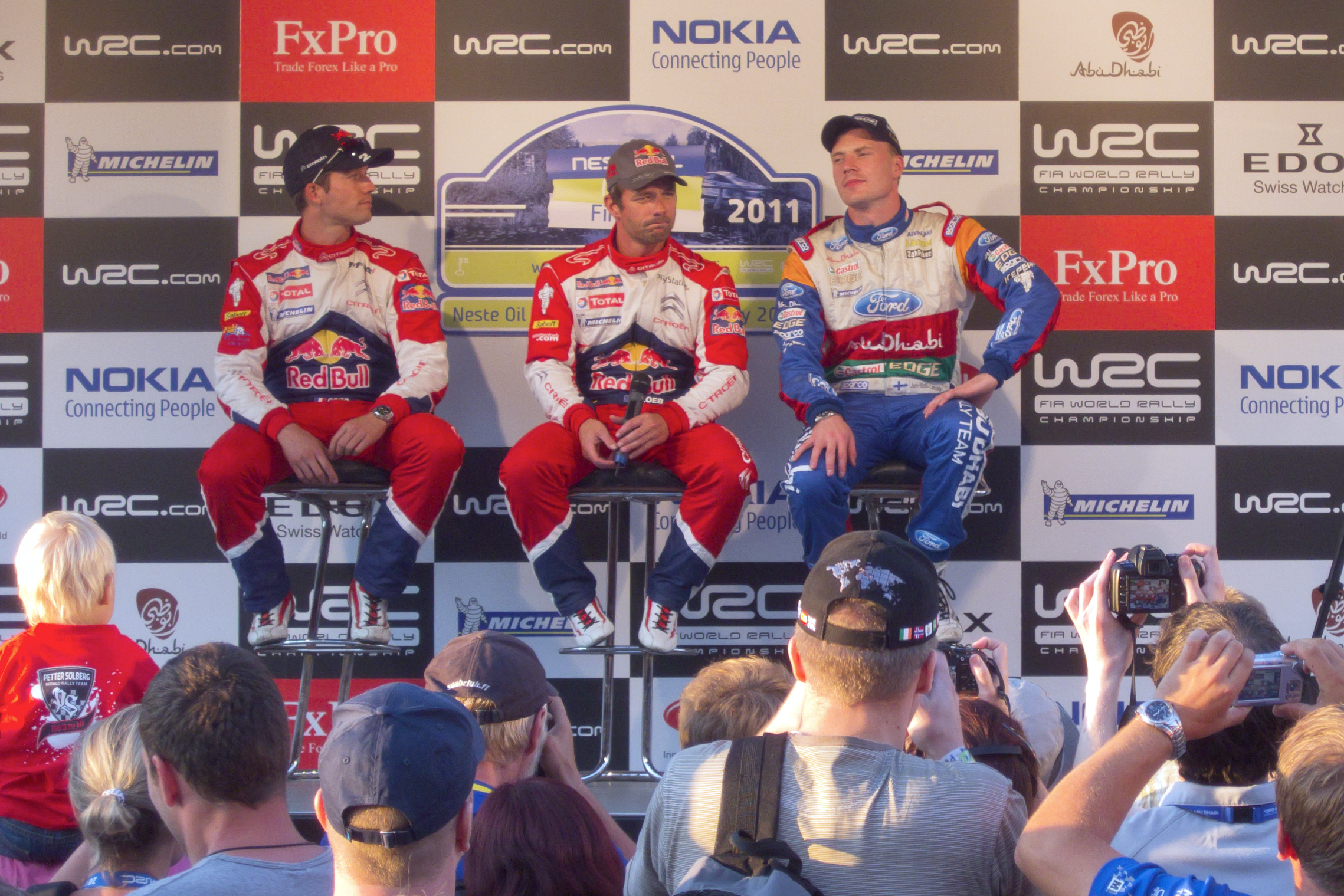
Sébastien Ogier (izquierda) y Sébastien Loeb (centro) formaron pareja en 2011 para Citroën, por primera vez formada solamente con pilotos franceses.

En 2011 el equipo prescindió de Dani Sordo y formó un dueto francés con Loeb y Ogier que se encargaron de hacer debutar al Citroën DS3 WRC, el nuevo modelo de la marca basado en la nueva generación de los World Rally Car que se introdujeron ese año. Ambos pilotos se alternaron sumaron un total de diez victorias, cinco para cada uno y salvo en tres ocasiones, ambos pilotos se subieron al podio en todas las pruebas. Loeb venció en México, Cerdeña, Argentina, Finlandia y Cataluña mientras que Ogier lo hizo en Portugal, Jordania, Acrópolis, Alemania y Alsacia. Los buenos resultados de ambos pilotos permitieron que el equipo tras la novena ronda y a falta de cuatro rallies por disputar, era líder de ambos campeonatos con amplia ventaja sobre Ford, su inmediato seguidor. Sin embargo, los abandonos de Loeb en Francia y un décimo puesto en Australia, y el de Ogier en Cataluña permitió a Mikko Hirvonen recortar ventaja y llegó a la última prueba, Gran Bretaña, ocho puntos por detrás de Loeb por lo que ambos se disputaron el título de pilotos. Curiosamente ninguno de los dos terminó la prueba: Hirvonen por abandono tras una avería y Loeb, con el título ya asegurado, tras chocar con el vehículo de un aficionado durante un tramo de enlace. Con todo el equipo logró su séptima título de constructores y Loeb el octavo.

### Temporada 2012

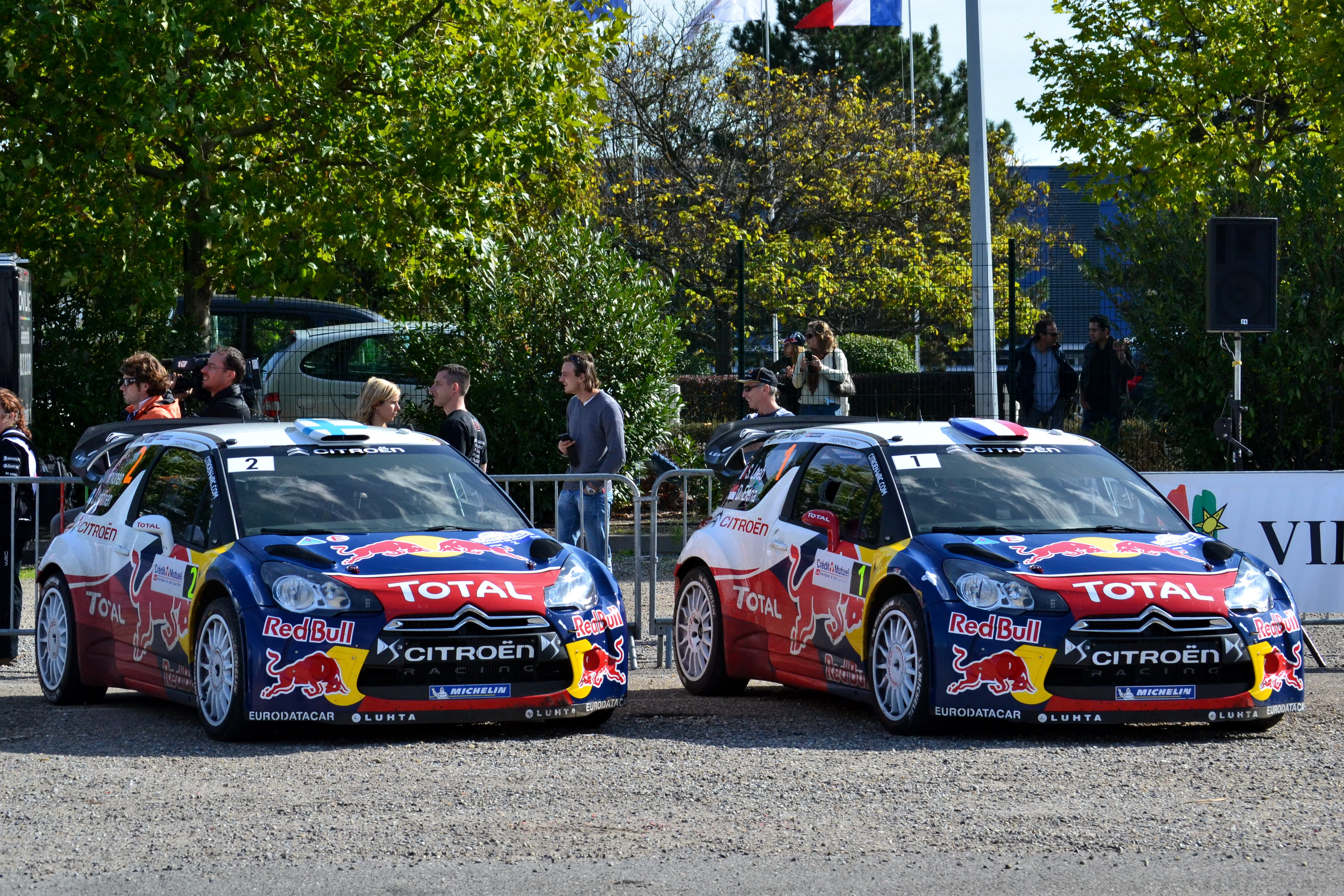
La pareja formada por Sébastien Loeb y Mikko Hirvonen permitió a Citroën sumar su octavo título de constructores. En la imagen durante el Rally de Alsacia.

En noviembre de 2011, se confirmó el fichaje de Mikko Hirvonen por Citroën, tras la marcha de Sébastien Ogier a Volkswagen que durante 2012 correrá con un Škoda Fabia S2000. La pareja formada por Loeb e Hirvonen lograron un total de veinte podios y diez victorias, de las cuales cinco fueron dobletes. En la primera cita del año, Montecarlo, prueba que regresaba al mundial después de tres años de ausencia, Loeb logró su sexta victoria en la prueba monegasca. Por su parte Hirvonen terminó en la cuarta plaza, aunque en Suecia, sumó su primer podio con Citroën donde fue segundo tras su excompañero de equipo Jari-Matti Latvala. En la tercera cita del año, México, los dos pilotos lograron el primer doblete del año, con Loeb en lo alto del podio e Hirvonen segundo. En Portugal, Loeb abandonó por accidente lo que permitió al finés provisionalmente, lograr su primera victoria con el equipo, aunque tras la prueba los comisarios lo descalificaron por irregularidades en su Citroën DS3 WRC. Esta, sería a posteriori, la única cita del año donde la marca no sumaría ningún punto. En las siguientes cuatro pruebas, todas sobre tierra, Loeb y Hirvonen ocuparon las dos primeras plazas del podio, siempre con el francés en lo más alto. Estos resultados permitieron que, a falta de cinco rallies para finalizar el campeonato, Citroën lideraba el mundial de pilotos y constructores con amplia ventaja respecto a sus rivales. En la primera prueba del año sobre asfalto, Alemania, Loeb e Hirvone volvieron a subirse al podio, aunque en esta ocasión con el finés en la tercera plaza. El resultado del francés le valió para empatar su propio récord de cinco victorias consecutivas, que ya había conseguido en 2006 y 2008. Sin embargo en Gran Bretaña venció el piloto de Ford, Latvala, mientras que Loeb fue segundo a medio minuto e Hirvonen solo pudo ser quinto. En el Rally de Alsacia, Loeb consiguió la victoria y se aseguró matemáticamente su noveno título de pilotos. El podio de Hirvonen aseguró también el campeonato de marcas a Citroën a falta de dos pruebas. En Cerdeña y con los títulos decididos permitió que Hirvonen lograse la primera victoria con el equipo francés, mientras que su compañero se retió tras una salida de pista. Ya en la última cita del año, Cataluña, Loeb sumó su octava victoria en España acompañado por Latvala e Hirvonen que completaron el podio.

### Temporada 2013

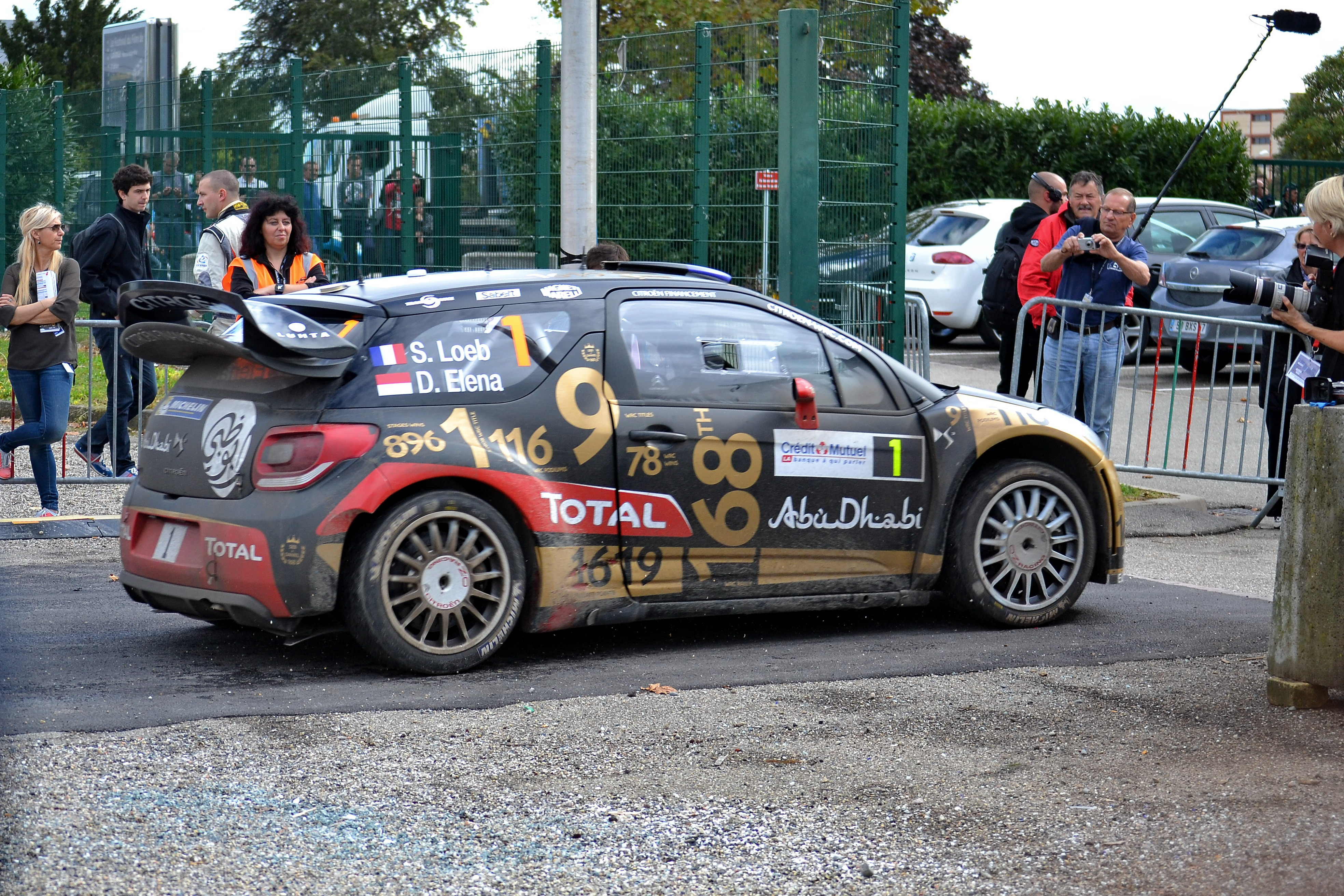
Sébastien Loeb disputó en 2013, su último año en el WRC, sólo cuatro pruebas, la última en Francia, donde corrió con una edición especial del Citroën DS3 WRC decorado con sus números en el campeonato del mundo.

En 2013 el equipo contó de nuevo con Hirvonen, Sébastien Loeb —en su última temporada en el campeonato del mundo— y recuperó a Dani Sordo, que había hecho su última carrera con la marca en 2010 y que participaría con inscrito con el segundo equipo de la marca, el Abu Dabi Citroën World Rally Team, en las pruebas donde participaría Loeb. El año comenzó con una victoria de Loeb en Montecarlo con Sordo acompañándolo en el podio, que fue tercero, mientras que Hirvonen fue cuarto. Tan solo Sébastien Ogier se coló entre los tres de Citroën con el VW Polo WRC que hacía su debut en el mundial. En Suecia, Ogier lo ganó la partida a su compatriota Loeb, que fue segundo y el mejor de todos los Citroën, puesto que Hirvonen terminó en la decimoséptima posición y Sordo abandonó. En las siguientes citas, México y Portugal, sin Loeb, Hirvonen fue segundo en ambas pruebas, a posteriori sus mejores resultados del año. Por su parte Sordo terminó cuarto en México y fue décimo segundo en Portugal. En Argentina con la vuelta de Loeb, el francés sumó su victoria número 78 y a la postre, última en su trayectoria en el campeonato del mundo. Sus compañeros terminaron en la zona de puntos, pero muy lejos del podio: Hirvonen sexto y Sordo noveno. Tras esto disputaron el Acrópolis, donde Sordo terminó en la segunda posición logrando su mejor resultado hasta esa fecha, mientras que su compañero fue octavo. En las siguientes dos citas sobre tierra y antes, Cerdeña y Finlandia, ninguno de los dos pilotos de Citroën consiguieron subirse al podio: Hirvonen abandonó en Italia y fue cuarto en la prueba nórdica, mientras que Sordo sumó un cuarto y quinto puesto respectivamente. Tras esto se disputó la segunda cita sobre asfalto del año, el Rally de Alemania, donde el español logró la victoria, la primera de su carrera, en un duelo que mantuvo hasta el último tramo contra el belga Thierry Neuville. Hirvonen lo acompañó en el podio con su tercer puesto. En la décima ronda, Australia, Hirvonen tuvo como compañero al inglés Kris Meeke que sustituyó a Sordo. Mientras que el finés fue tercero y sumó su cuarto podio del año, Meeke no terminó la prueba tras dos salidas de carretera. De vuelta por Europa se disputó el Rally de Francia - Alsacia, donde Sébastien Loeb corrió su última prueba. El francés sufrió una salida de pista con el DS3 WRC y no pudo terminar la prueba mientras que Sordo terminó segundo e Hirvonen sexto. En Cataluña, la cuarta prueba sobre asfalto, Hirvonen sumó otro tercer puesto, mientras que su compañero realizó una buena actuación hasta que sufrió un golpe en el coche y no pudo terminar la prueba. En Gran Bretaña y con los títulos de pilotos y constructores ya decididos, en favor de Ogier y Volkswagen, Hirvonen no pudo terminar la prueba por una salida de pista y Sordo que comenzó la prueba con una penalización de cinco minutos por un error administrativo del equipo, remontó hasta la séptima posición. Citroën terminó el año con tres victorias y el subcampeonato de marcas y por primera vez desde 2002, sin sumar ningún título.

### Temporada 2014
En el mes de diciembre de 2013 la constructora confirmó a Kris Meeke, Mads Østberg y Khalid Al Qassimi como pilotos para la temporada 2014. Los resultados fueron peores en comparación con años anteriores. En la primera cita Meeke logró su primer podio con la marca, con un tercer puesto en Montecarlo, mientras que Ostberg fue cuarto y también sumó sus primeros puntos con Citroën. En Suecia se invirtieron los resultados y fue el noruego quien se subió al podio y Meeke terminó décimo. En esta prueba participó el catarí Khalid Al-Qassimi con un tercer DS3 WRC logrando la decimosexta posición. En las siguientes citas el británico sumó dos abandonos consecutivos mientras que Ostberg fue noveno en México y tercero en Portugal. De nuevo en Argentina el equipo logra un tercer puesto gracias a Meeke mientras que el noruego sumó su primer abandono. En Cerdeña los dos pilotos de Citroën lograron terminar aunque con Meeke muy lejos de los puntos (18º) pero con Ostberg segundo, el mejor resultados de la temporada para el equipo. En Polonia y Finlandia el noruego sumó dos abandonos mientras que Meeke fue séptimo y tercero respectivamente. En la novena cita del año, Alemania, mientras que Ostberg fue sexto Meeke estuvo a punto de lograr su primera victoria. Tras el abandono del líder de la prueba Jari-Matti Latvala, Meeke lideró la prueba a falta de dos tramos pero sufrió una salida de pista y se quedó fuera de carrera.

### 2015 a 2018
En 2015, el equipo francés volvió a ser segundo detrás de Volkswagen, logrando la única victoria en la temporada que no fuese de la marca alemana, en Argentina con Kris Meeke. En 2016 la marca no participó de manera oficial en el campeonato mundial, si lo hizo Abu Dhabi Total World Rally Team. En la vuelta el WRC al año siguiente, Citroën presentó el C3 WRC. Meeke ganó dos competencias, mientras que Craig Breen, Andreas Mikkelsen y Stéphane Lefebvre también fueron parte del equipo. Østberg volvió en la temporada posterior y Sébastien Loeb fue consiguió la única victoria del año en su vuelta al equipo. Tanto de 2017 como 2018, la marca finalizó en el puesto cuatro en fabricantes.

### Temporada 2019
Para la temporada 2019 Citroën renueva el equipo y ficha al francés Sébastien Ogier, que ya había pilotado para la marca entre 2008 y 2011, y el finés Esapekka Lappi. A pesar del buen arranque con victoria en Montecarlo y México para Ogier, y de subirse al podio en casi todas las pruebas el francés no logró sumar su tercer triunfo hasta la undécima cita Turquía. Por su parte Lappi sumó dos podios, Suecia y Finlandia, pero no logró sumar puntos en cuatro pruebas lo que situaba a Citroën tercera en el campeonato de marcas a falta de tres rallyes para terminar el año. En Gran Bretaña Ogier fue tercero por detrás de Tanak y Neuville sus dos rivales en la lucha por el título, puesto que le permitía llegar a Cataluña aún con opciones. Sin embargo en la prueba española Tanak se llevó la victoria y se aseguró el título, siendo Ogier octavo tras sufrir problemas mecánicos en su C3. Con la cancelación del rally de Australia, la última cita, Ogier finalizaba tercero en el campeonato de pilotos, Lappi décimo y el equipo tercero en el mundial de constructores. 
Terminada la temporada y con la salida de Ogier del equipo francés, Citroën decide retirarse del campeonato del mundo.

## Equipos satélite

### Citroën Junior Team
El Citroën Junior Team fue el segundo equipo de la marca que compitió como un equipo privado, fundado en 2009 para los jóvenes pilotos. En él han competido pilotos como: Evgeny Novikov, Conrad Rautenbach, Sebastien Ogier y Kimi Räikkönen. Consiguió la primera victoria gracias a Sebastien Ogier, en el Rally de Portugal en 2010.
En 2011 el equipo Junior no participó en el mundial, en su lugar estuvo el equipo ICE1 Racing, que tenía a Raikkonen como único piloto a bordo de un Citroën DS3 WRC. En 2012 el belga Thierry Neuville corrió toda la temporada con el equipo Citroën Junior.

### Abu Dhabi Citroën Total World Rally Team
El Abu Dhabi Citroën Total World Rally Team nació en 2013 y se formó como segundo equipo inscrito al igual que el principal, en el campeonato de constructores, aunque no en todas las pruebas como pasó en el Rally de Suecia. Los pilotos que formaron parte fueron Dani Sordo, que corrió en él en las pruebas donde corrió Loeb (Montecarlo y Suecia); Khalid Al Qassimi que participó en Suecia y Portugal y Chris Atkinson que lo hizo en México. Kris Meeke también participó en el equipo en el Rally de Finlandia y Robert Kubica en el Rally de Gran Bretaña.

## Estructura

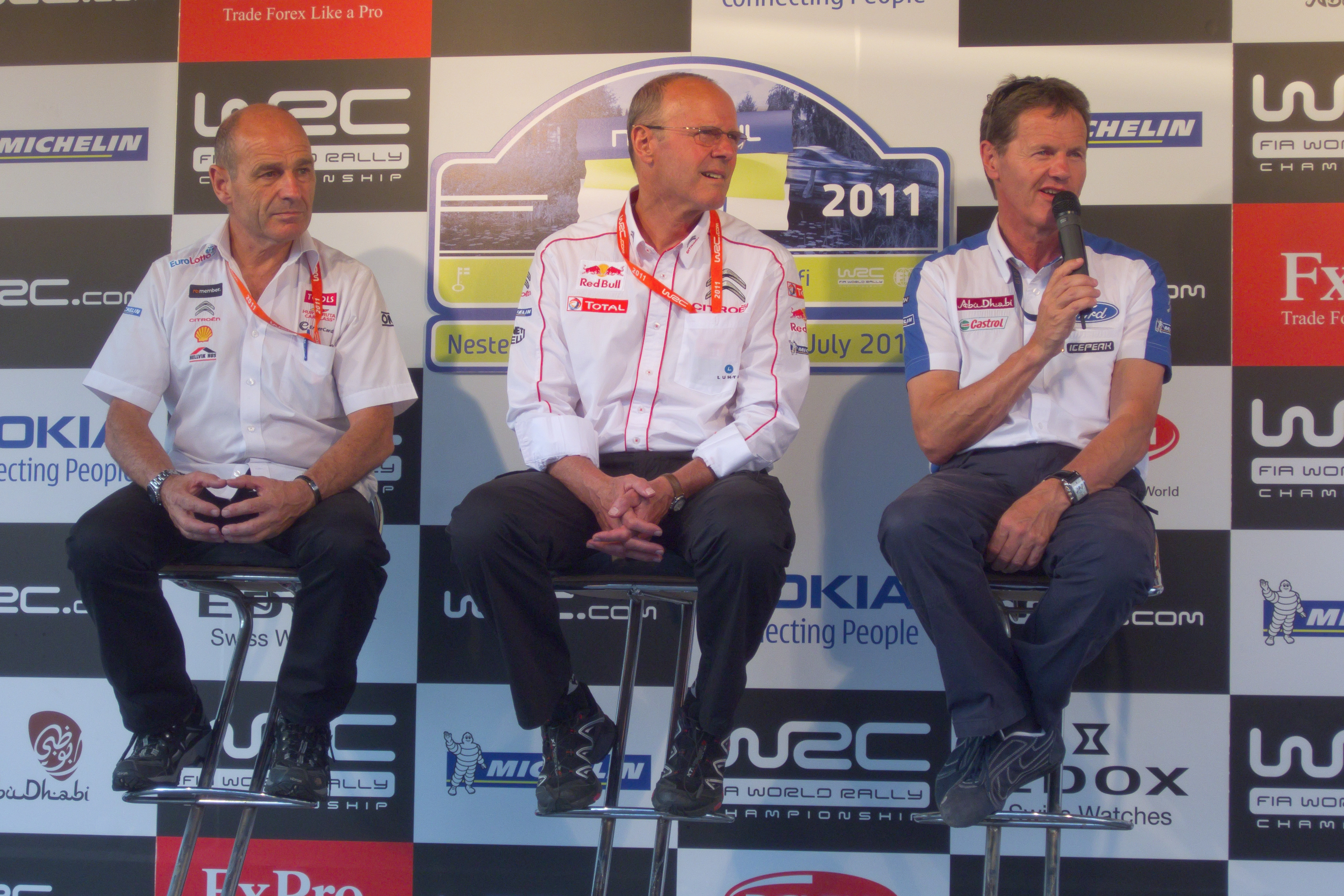
Olivier Quesnel, en el centro de la imagen, fue el director de equipo desde 2008 hasta 2011.

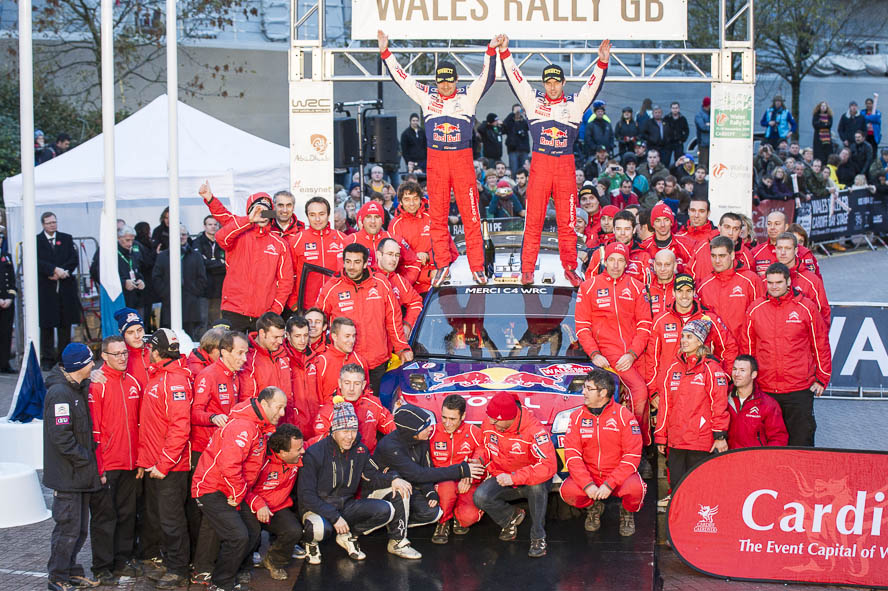
El equipo Citroën celebrando la victoria en el Rally de Gran Bretaña de 2010.

### Dirección
- Guy Verrier (1984 - 1986)[47]
- Guy Frequelin (2001 - 2007)[48]
- Olivier Quesnel (2008 - 2011)[49]
- Yves Matton (2012 - 2018)[4]
- Pierre Budar (2018-2019)

### Patrocinadores
| - Total - Michelin - Telefónica Movistar - Magneti Marelli - BF Goodrich | - Eurodatacar - Red Bull - Abu Dhabi Tourism Authority - Luhta - Transalliance |

### Automóviles
- Citroën Visa (1984-1985)[47]
- Citroën BX 4TC (1986)[50]
- Citroën Saxo S1600 / Kit Car
- Citroën C2 S1600
- Citroën Xsara Kit Car
- Citroën Xsara WRC (2001-2006)[48]
- Citroën C4 WRC (2007-2010)[51]
- Citroën DS3 WRC (2011-2016)[53]
- Citroën C3 WRC (2017-2019)

## Estadísticas de pilotos
Datos actualizados hasta el 55. RallyRACC Catalunya - Costa Daurada 2019
| Núm. | Piloto            | Rallys |
| ---- | ----------------- | ------ |
| 1    | Sébastien Loeb    | 145    |
| 2    | Dani Sordo        | 64     |
| 3    | Kris Meeke        | 45     |
| 4    | Mads Østberg      | 33     |
| 5    | Carlos Sainz      | 31     |
| 6    | Sébastien Ogier   | 29     |
| 7    | Khalid Al Qassimi | 28     |
| 8    | Mikko Hirvonen    | 25     |
| 9    | Craig Breen       | 22     |
| 10   | Colin McRae       | 14     |
| 10   | François Duval    | 14     |

| Núm. | Piloto            | Victorias |
| ---- | ----------------- | --------- |
| 1    | Sébastien Loeb    | 79        |
| 2    | Sébastien Ogier   | 10        |
| 3    | Kris Meeke        | 5         |
| 4    | Philippe Bugalski | 2         |
| 4    | Carlos Sainz      | 2         |
| 5    | Jesus Puras       | 1         |
| 5    | François Duval    | 1         |
| 5    | Mikko Hirvonen    | 1         |
| 5    | Dani Sordo        | 1         |

| Núm. | Piloto            | Podios |
| ---- | ----------------- | ------ |
| 1    | Sébastien Loeb    | 117    |
| 2    | Dani Sordo        | 33     |
| 3    | Sébastien Ogier   | 21     |
| 4    | Mikko Hirvonen    | 15     |
| 5    | Carlos Sainz      | 14     |
| 6    | Petter Solberg    | 12     |
| 6    | Kris Meeke        | 12     |
| 7    | Mads Østberg      | 9      |
| 8    | François Duval    | 5      |
| 9    | Philippe Bugalski | 3      |
| 9    | Esapekka Lappi    | 3      |
| 10   | Manfred Stohl     | 2      |
| 10   | Jesus Puras       | 2      |
| 10   | Craig Breen       | 2      |

- Negrita: Piloto en actividad, compitiendo actualmente para Citroën.

## Galería

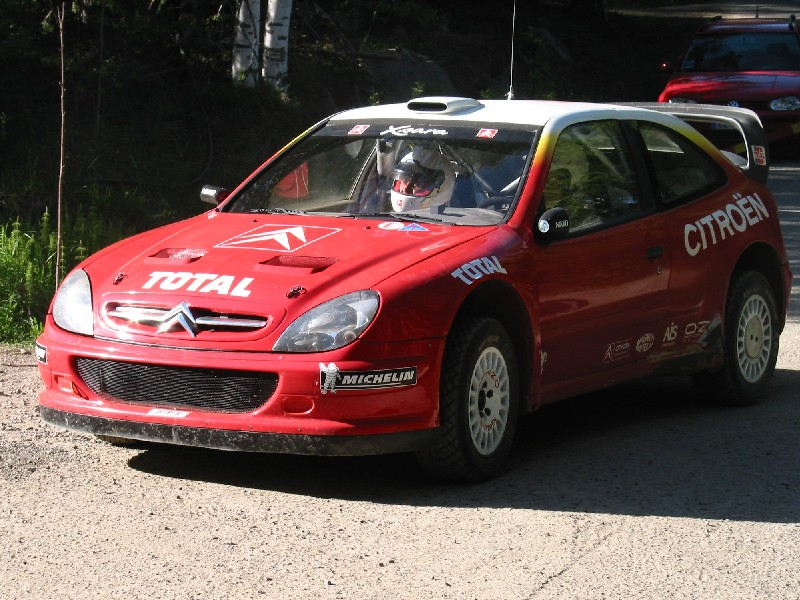
Rally de Finlandia de 2002.
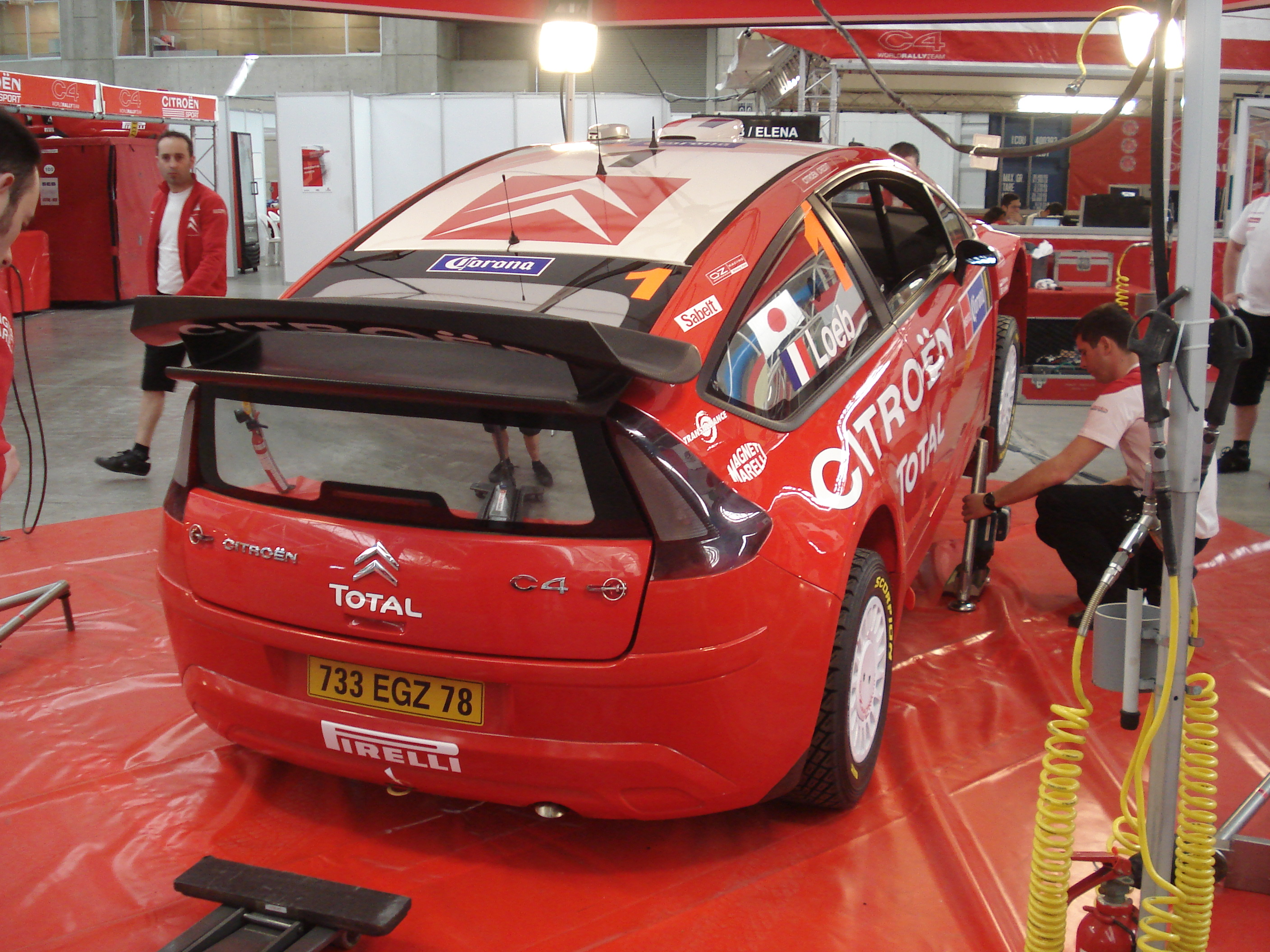
Rally México 2008.
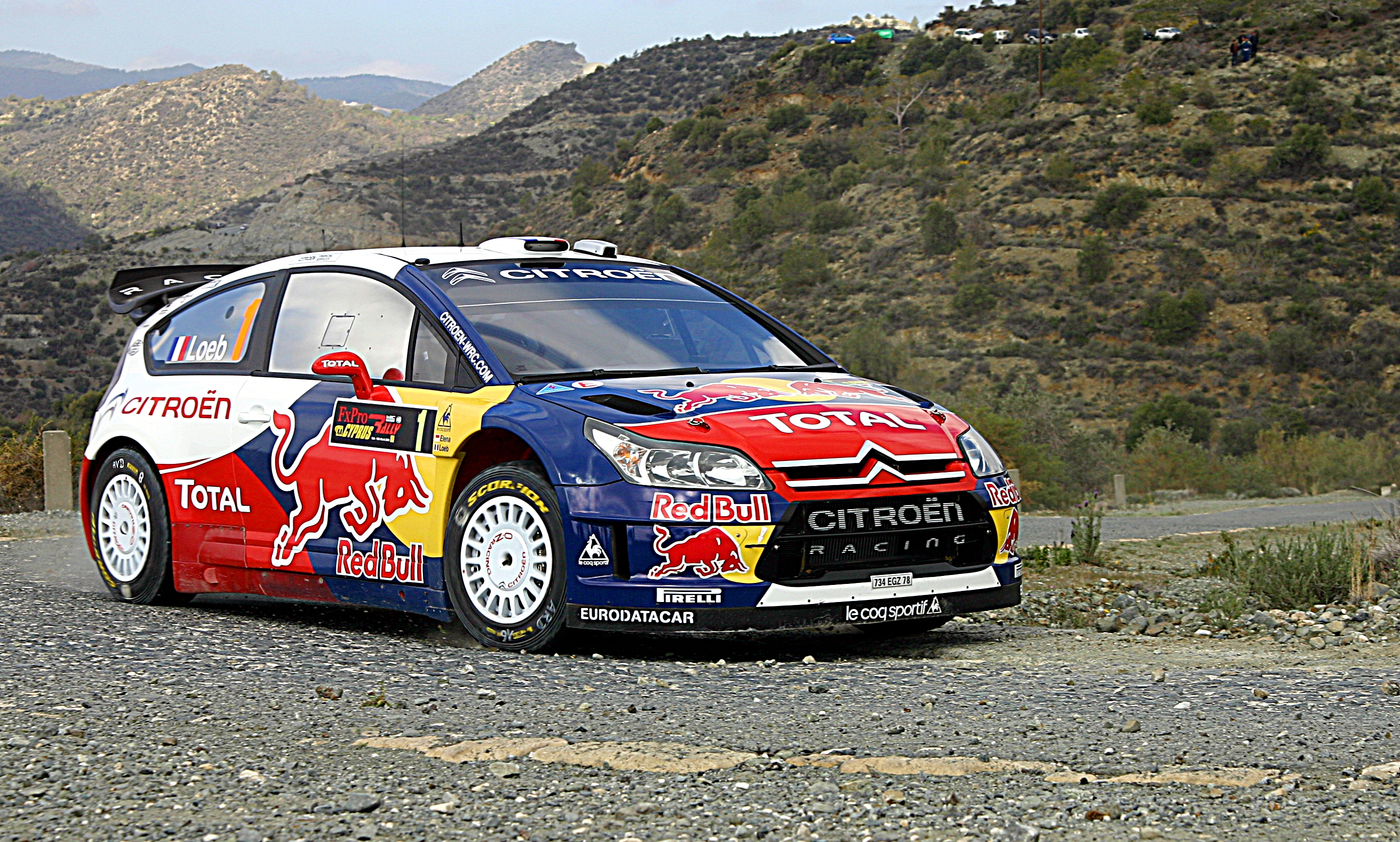
Sébastien Loeb en el Rally de Chipre 2009.
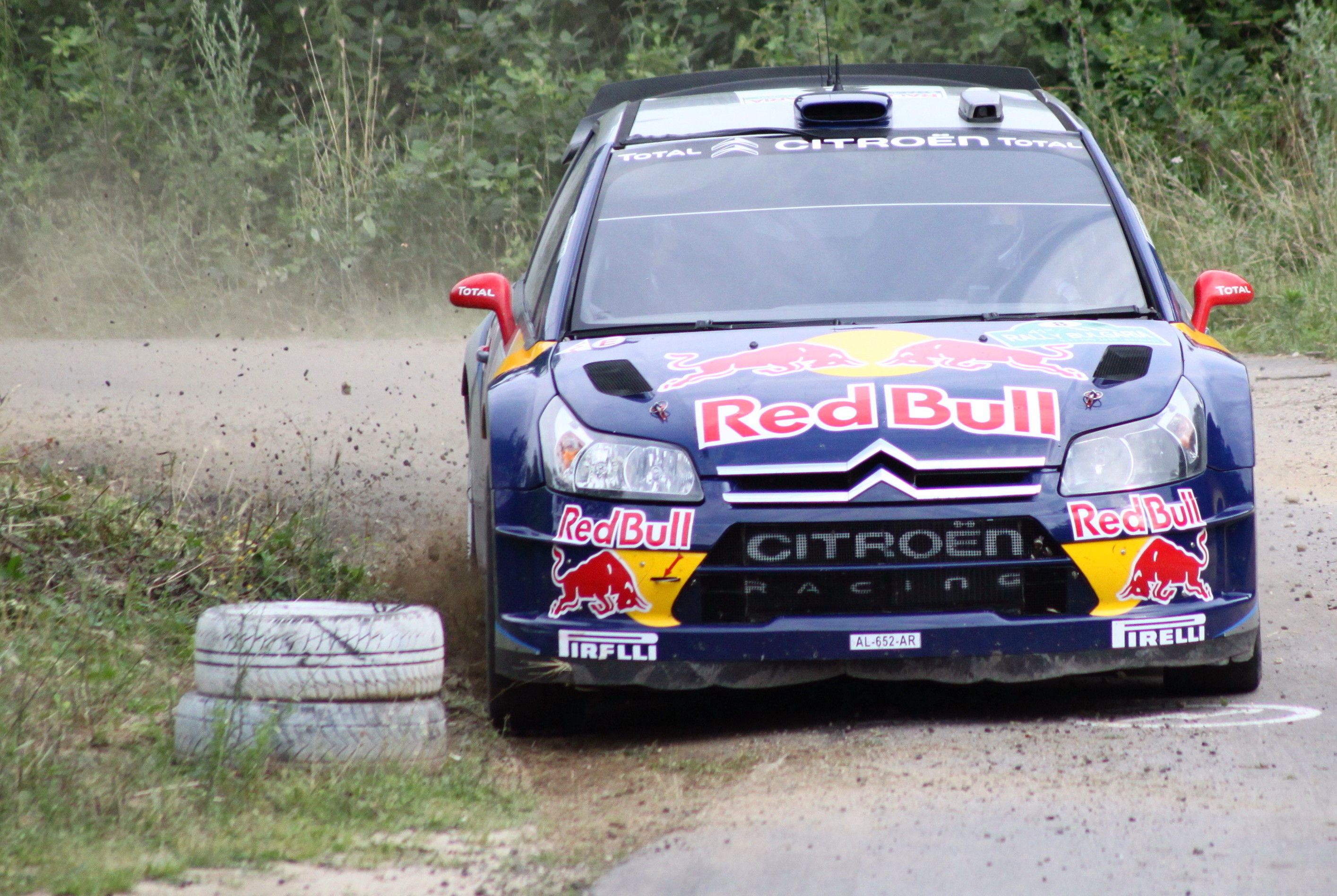
Räikkönen con un C4, en el Citroën Junior Team.
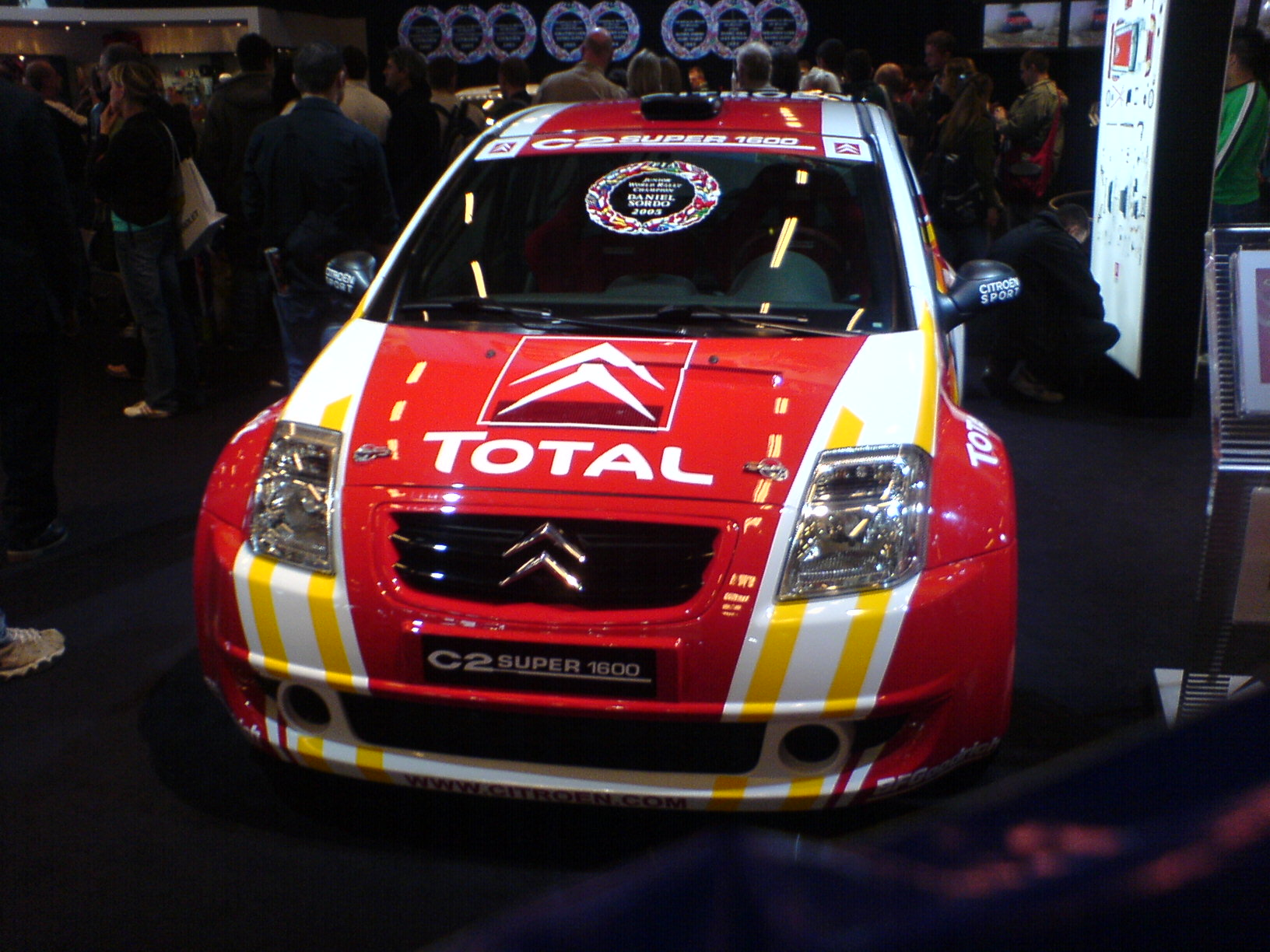
Citroën C2 S1600, campeón del JWRC.